# Reformierte Kirche Wettingen

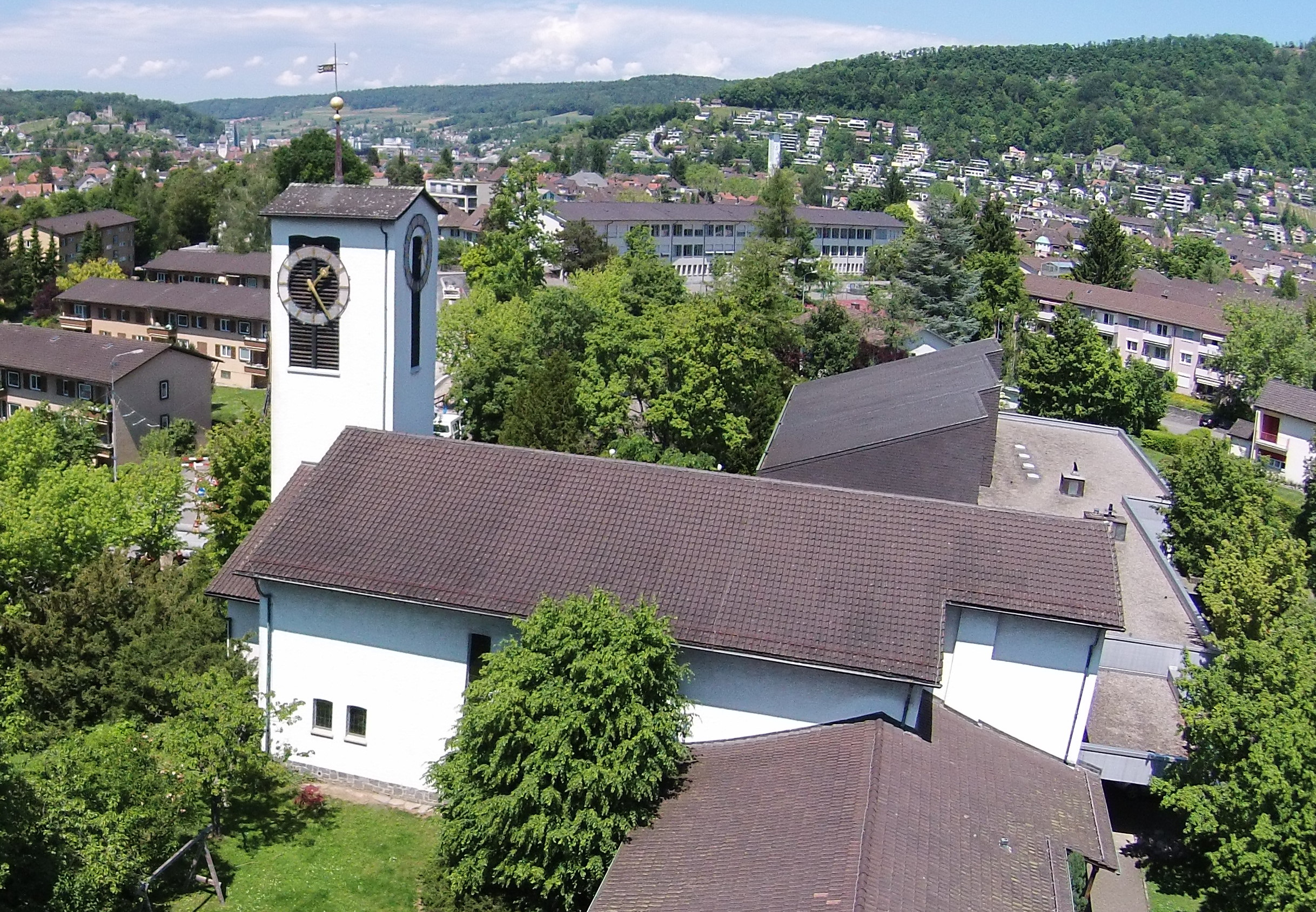
Reformierte Kirche Wettingen

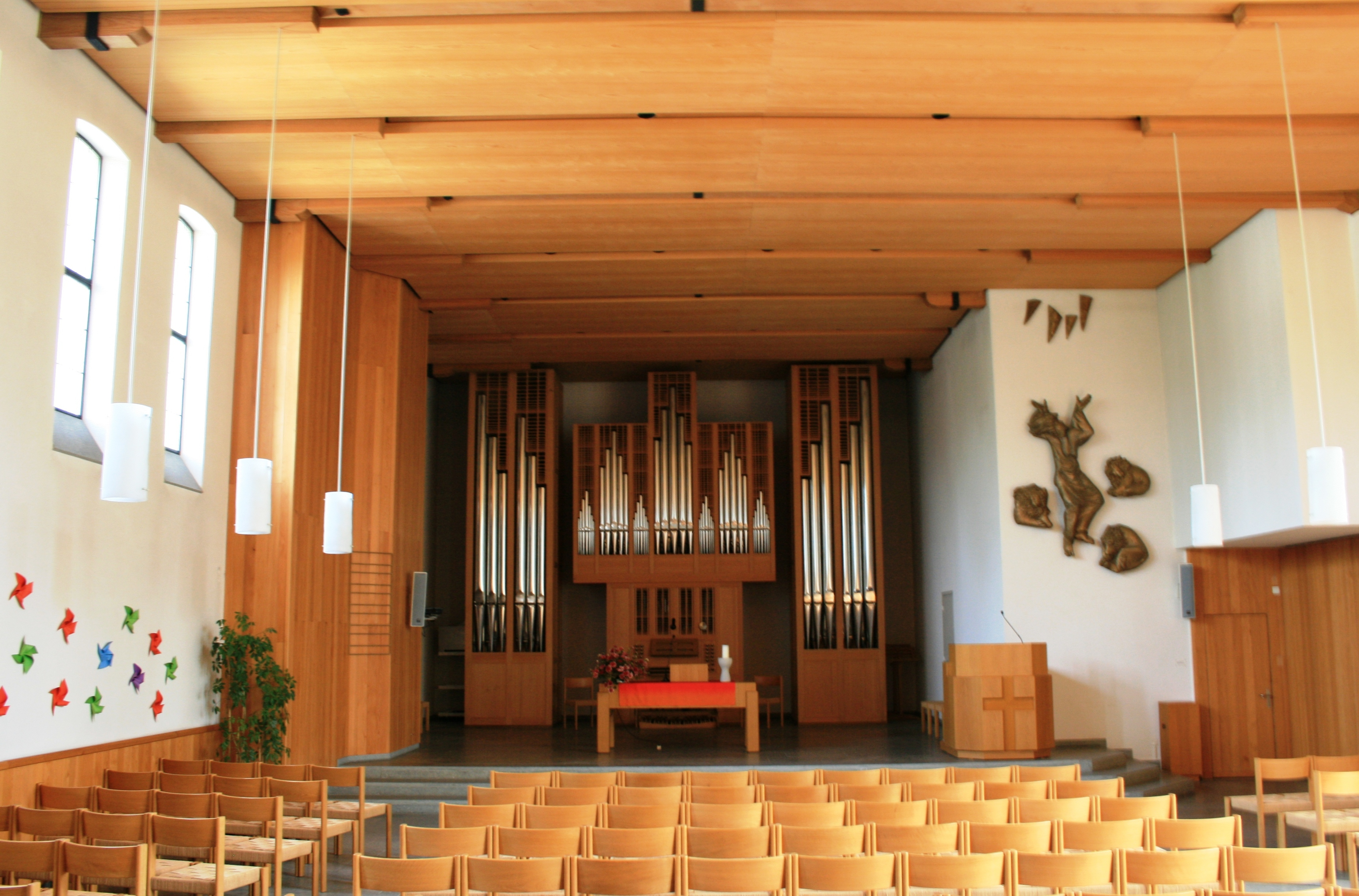
Der Innenraum der Kirche

Die reformierte Kirche Wettingen ist die Kirche der evangelisch-reformierten Kirchgemeinde Wettingen-Neuenhof. Sie wurde im Jahre 1939 erbaut.

## Vorgeschichte
Nach einem kurzen reformatorischen Intermezzo, das durch den zweiten Kappelerkrieg 1531 ein Ende fand, war Wettingen eine römisch-katholische Gemeinde. Erst durch die Einrichtung des Lehrerseminars 1847 im ehemaligen Kloster und die Industrialisierung gab es in Wettingen wieder Reformierte. Die Gottesdienste fanden zunächst im Seminar statt, bis die 1877 gegründete Reformierte Kirchgenossenschaft Wettingen-Neuenhof im selben Jahr vom Kanton das Recht erhielt, in der Klosterkirche Gottesdienst zu feiern. 1920 wurde aus der Kirchgenossenschaft mit Genehmigung des Grossen Rates eine Kirchgemeinde, die im Jahre 1926 Land kaufte und darauf das erste Pfarrhaus errichtete. Das Landstück lag in der Nähe des Bahnhofs und die Umgebung war damals weitgehend unbebaut.

## Kirche

### Bauphase
Auf dem 1925 durch die Kirchgemeinde gekauften Land wurde 1939 die reformierte Kirche Wettingen errichtet. Zunächst wurde ein Projekt ausgeschrieben, das vom Zürcher Architekten Walter Henauer gewonnen wurde. Durch den Ausbruch des Zweiten Weltkriegs konnte der Kirchturm nicht in seiner projektierten Höhe fertiggestellt werden, da das Baumaterial für die Befestigung der Limmatstellung benötigt wurde. Die geplante Bausumme von 220'000 Franken konnte nur durch die Zusage der Reformationskollekte 1940 und Subventionen von Bund, Kanton und Gemeinde aufgebracht werden.

### Kirchengebäude
Der Kirchturm, der ursprünglich 18 Meter hoch werden sollte, hat eine Höhe von 14 Metern. Im Innern ist die Kirche nüchtern und hell gestaltet. Ursprünglich hatte sie 500 feste Sitzplätze im Schiff und auf der Empore. Seit der Innenrenovation Anfang der 1980er-Jahre umfasst sie insgesamt 340 Plätze, davon 120 auf der Empore. Dabei wurden im Kirchenschiff die Bänke gegen Stühle ausgetauscht.

### Glocken
Das Geläut der reformierten Kirche, das aus fünf Glocken besteht, wurde von der Glockengiesserei Rüetschi in Aarau gegossen. Sie wurden zuvor auf der Landi 1939 ausgestellt, aber bereits für die Kirche gegossen. Der Glockenaufzug fand am 11. November 1939 statt. Die fünf Glocken sind auf die Töne h°–d’–e'–fis' und a' gestimmt.  
| Glocke | Schlagton | Gewicht | damalige Kosten | Bibelvers                                        | Bibelstelle |
| ------ | --------- | ------- | --------------- | ------------------------------------------------ | ----------- |
| 1      | h°        | 2900 kg | 9‘715 Franken   | «Alles was Odem hat, lobe den Herrn.»            | Psalm 150,6 |
| 2      | d'        | 1600 kg | 5‘360 Franken   | «Der Herr ist gütig und eine Zuflucht zur Zeit.» | Nahum 1,7   |
| 3      | e'        | 1200 kg | 4‘020 Franken   | «Man muss Gott mehr gehorchen als den Menschen.» | Apg 5,29    |
| 4      | fis'      | 0800 kg | 2‘680 Franken   | «Ohne mich könnt Ihr nichts tun.»                | Joh 15,5    |
| 5      | a'        | 0500 kg | 1'657 Franken   | «Wo der Geist des Herrn ist, da ist Freiheit»    | 2 Kor 3,17  |

### Orgel
Die erste Orgel wurde von Orgelbauer Metzler aus Dietikon erbaut und wurde im Chorraum platziert. Sie hatte 21 Register. 1983 wurde sie durch ein Instrument der Firma Orgelbau Goll aus Luzern ersetzt. Es hat folgende Disposition:
| I Hauptwerk C–g3 |            |        |   |
| 1.               | Bourdon    | 16′    |   |
| 2.               | Principal  | 8′     | * |
| 3.               | Hohlflöte  | 8′     |   |
| 4.               | Spitzgambe | 8′     |   |
| 5.               | Octave     | 4′     |   |
| 6.               | Spitzflöte | 4′     |   |
| 7.               | Quinte     | 2 ⁄3′  |   |
| 8.               | Octave     | 2′     |   |
| 9.               | Terz       | 1 3⁄5′ |   |
| 10.              | Mixtur IV  | 1 ⁄3′  |   |
| 11.              | Trompete   | 8′     |   |

| II Brustwerk C–g3 |           |       |
| 12.               | Gedeckt   | 8′    |
| 13.               | Principal | 4′    |
| 14.               | Rohrflöte | 4′    |
| 15.               | Gemshorn  | 2′    |
| 16.               | Larigot   | 1 ⁄3′ |
| 17.               | Octave    | 1′    |
| 18.               | Musette   | 8′    |

| Pedal C–f1 |            |     |
| 19.        | Principal  | 16′ |
| 20.        | Subbass    | 16′ |
| 21.        | Octave     | 8′  |
| 22.        | Bourdon    | 8′  |
| 22.        | Octave     | 4′  |
| 22.        | Mixtur III | 2′  |
| 22.        | Fagott     | 16′ |
| 22.        | Trompete   | 8′  |
| 22.        | Clarine    | 4′  |

- Tremulant
- Koppeln: I/II, I/P, II/P
- Choralplenum-Tritt
- Wechseltritte für Fagott 16’, Trompete 8’ und Mixtur HW

### Kunst
Im Chorraum befindet sich seit dem Jahreswechsel 1940/1941 ein Glasfenster, das die Taufe Jesu durch Johannes zeigt und vom Westschweizer Künstler Marcel Poncet geschaffen wurde.
Da der ursprüngliche Kanzelspruch beim Umbau 1982 übermalt wurde, entschied die Kirchgemeinde die Wand mit dem Relief «Daniel in der Löwengrube» von Heinz Eith zu schmücken, die Daniel umgeben von drei Löwen zeigt und durch vier dreieckige Strahlen ergänzt wird.